# Octavio Paz
Octavio Paz, född 31 mars 1914 i Mixcoac, Mexico City, död 19 april 1998 i Mexico City, var en mexikansk författare, mottagare av Nobelpriset i litteratur 1990. 

## Liv och verk
Paz föddes under den mexikanska revolutionen i byn Mixcoac, strax utanför Mexico City. Modern var spanjorska, och fadern, som var mestis, var advokat och politiker och företrädde indianernas intressen. I sin fars fotspår började Paz studera juridik, men avbröt utbildningen för att författa. 1933 debuterade Paz som poet, då han var med i utgivningen av tidskriften Taller. Han var starkt influerad av den europeiska surrealismen i början av karriären. De flesta av Paz dikter från denna period finns samlade i A la orilla del mundo ("Vid världens strand", 1942). 
Paz fick ett Guggenheim-stipendium och for då till USA, men 1945 flyttade han till Paris för att bli diplomat. I Frankrike fick Paz flera författarvänner som inspirerade honom, och under tiden som diplomat skrev han flera diktsamlingar, bland annat Aguila o sol? ("Örn eller sol?", 1951), där Paz kombinerar politik och poesi, precis som många samtida författare gjorde. Han fortsatte sedan som mexikansk ambassadör i både Schweiz, Japan och Indien, och det märks tydligt hur Paz’ diktande förändrades av kulturen i dessa länder. Han tog stort intryck av japanska diktformer, som haiku och renga. Några verk från denna tid är La estación violenta ("Den våldsamma årstiden", 1958) och Ladera este ("Östsluttning", 1969). 
Paz avsade sig ambassadörsposten som protest mot hemlandets sätt att hantera studentupproren, när hundratals ungdomar sköts ihjäl i samband med de olympiska spelen 1968. Han arbetade sedan som gästföreläsare på Cambridge i USA i ett år, och återvände sedan till Mexiko, där han startade två tidskrifter, Plural och Vuelta. Nu lät han även utge en samling med de bästa dikterna från hans karriär, Poemas 1935-1975. 
Paz tog emot nobelpriset i litteratur 1990, med motiveringen: ”För en lidelsefull diktning med vida horisonter, präglad av sinnlig intelligens och humanistisk integritet”. När de intellektuella i Mexiko hörde talas om priset blev de inte enbart glada, då de hade tagit avstånd ifrån Paz, eftersom han hade vistats utomlands under så många år och inte delade deras åsikter om exempelvis politik. Paz tog inte åt sig av kollegernas ljumma mottagande, då lyriken alltid hade varit det viktigaste i hans liv.

## Förteckning över verk översatta till svenska

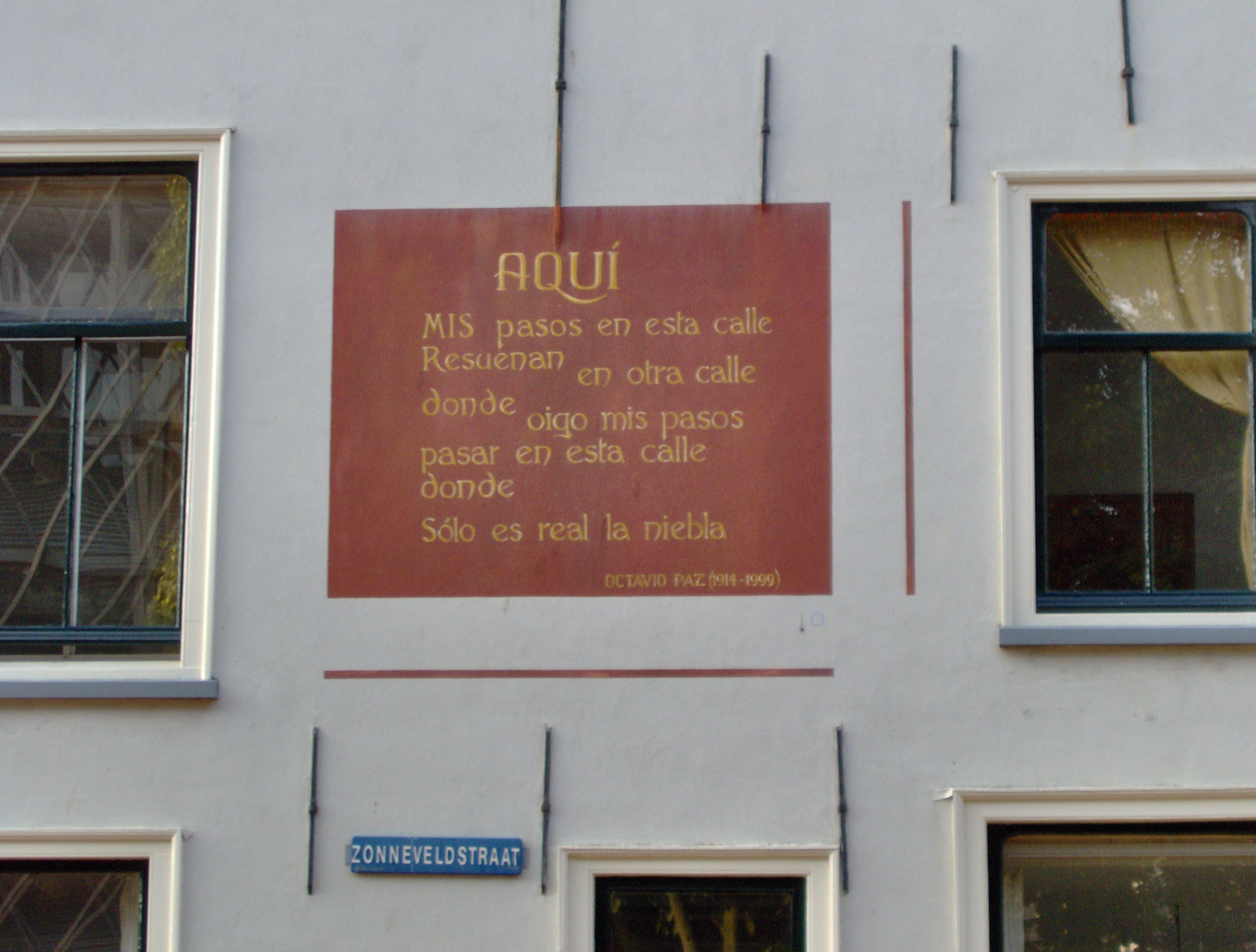
Octavio Paz dikt Aqui som väggdikt på Zonneveldstraat 18 i Leiden.

- Den våldsamma årstiden; i svensk tolkning och med en inledande essay av Artur Lundkvist, FIB:s lyrikklubb, 1960
- Vid världens strand, valda dikter i tolkningar av Artur Lundkvist och Marina Torres, 1971
- Nocturne för manskör a cappella, text: Natten faller, bort den flyter fram av Octavio Paz, musik av Åke Erikson, musiktryck 1977
- Till klarhet; i svensk tolkning av Lasse Söderberg, FIB:s lyrikklubb, 1982 (Pasado en claro)
- Ensamhetens labyrint, 1984 (El laberinto de la soledad), översättning: Irmgard Pingel och Lasse Söderberg
- Varje dags eld och andra dikter; tolkning: Lasse Söderberg, 1985
- Indiska dikter; tolkade till svenska av Martin Allwood, 1987
- Beatrice Rappaccinis dotter, teaterpjäs, 1990 (La hija de Rappaccini), översättning: Lasse Söderberg
- Lerans barn: essäer om den moderna poesin: från romantiken till avantgardet, 1990 (Los hijos del limo), översättning: Anders Cullhed
- Örn eller sol?, 1991 (¿Aguila o sol?), översättning: Lasse Söderberg (kapitlet "Mitt liv med vågen" är översatt av Sun Axelsson)
- Sor Juana, 1994 (Sor Juana de la Cruz o Las trampas de la fe), översättning: Elisabeth Helms och Manni Kössler
- Den dubbla lågan: om kärlek och erotik, 1998 (La llama doble, amor y erotismo), översättning: Elisabeth Helms och Manni Kössler

## Priser och utmärkelser
- Miguel de Cervantes pris 1981
- Neustadtpriset 1982
- Nobelpriset i litteratur 1990

## Fotnoter
1. ↑  hämtat från: italienskspråkiga Wikipedia.[källa från Wikidata]
2. ↑  Uppgifter om väggdikten Aqui i Leiden, tillsammans med en översättning till engelska. Arkiverad 13 december 2011 hämtat från the Wayback Machine. muurgedichten.nl